# (5046) Carletonmoore
(5046) Carletonmoore (1981 DQ) – planetoida z pasa głównego asteroid okrążająca Słońce w ciągu 4,15 lat w średniej odległości 2,58 j.a. Odkryta 28 lutego 1981 roku.